# Asedio del monte Hiei
El asedio del monte Hiei (比叡山の戦い Hiei-zan no Tatakai?) de 1571 fue un conflicto bélico donde Oda Nobunaga comandó a 30.000 soldados para destruir los poblados cercanos al monte Hiei así como los templos de la montaña. Este acontecimiento marcó el final del poder que tenían los monjes guerreros del monte Hiei.
Los monjes de la Tendaishū del monte Hiei fueron grandes enemigos de Oda Nobunaga, debido a su fuerza, independencia y su alianza con los clanes Azai y Asakura
Luís Fróis, misionero jesuita que llegó a Japón en 1563, describió el ataque de la siguiente forma:

En su arribo a Sakamoto se dio cuenta de que debido a que estaba acompañado por un ejército de 30.000 hombres estaba en buena posición para tomar venganza de los bonzos (monjes) de las universidades de Hieizan, por lo que juntó a todo su ejército para reducir a los monjes. Cuando los bonzos se enteraron de su intención y vieron que no había más recursos, enviaron un ofrecimiento de 300 barras de oro (cada una con un valor de 45 taels de plata) y 200 barras fueron enviadas desde el pueblo de Katata. Pero Nobunaga no aceptó ninguna de ellas, declarando que no había ido a enriquecerse sino a castigar sus crímenes con severidad y rigor. cuando los sátrapas de las universidades escucharon su respuesta, aunque sabían que Nobunaga tenía poco respeto por los kami (deidades Shintō) y hotoke (Buda), aún no creían que destruiría el ídolo de Sannō, ya que era muy venerado y sus castigos no eran menos temidos. Por esta razón todos ellos decidieron reunirse en el templo (el cual está en la cima de la montaña) y abandonar todos los otros templos y sus tesoros. Al mismo tiempo los bonzos persuadieron a la gente del pueblo de Sakamoto para que subieran junto con sus mujeres y niños.

Sabiendo que los tenía a todos en la cima de la montaña, Nobunaga inmediatamente dio instrucciones de incendiar Sakamoto y pusieran a espada a todos aquellos que se encontraran en el pueblo. Esto fue el 29 de septiembre de este año, 1571[...] Y para mostrarles a los bonzos que estaban en la montaña el poco respeto que tenía por las quimeras [...] y por los castigos de Sannō, la segunda cosa que hizo fue quemar todos los templos de este ídolo que estaban abajo a los pies de la montaña: también destruyó siete universidades de las cuales no quedó nada. Después desplegando su ejército de 30.000 hombres en forma de anillo alrededor de la montaña, dio la orden de avanzar hacia la cima. Los bonzos comenzaron a resistirse con sus armas e hirieron como a 150 soldados. Pero fueron incapaces de hacer frente a tan feroz asalto y fueron todos puestos a espada, junto con sus hombres, mujeres y niños de Sakamoto[...]

Al día siguiente[...] incendiaron el gran templo de Sannō[...] Y después Nobunaga ordenó a un gran número de mosqueteros que fueran a las colinas y bosques como si fueran de cacería; debían de encontrar a cualquier bonzo que se escondiera ahí, que no perdonaran la vida de ni uno de ellos[...] Pero Nobunaga no estaba satisfecho con esta victoria y deseaba saciar su sed de venganza aún más e incrementar su fama. Por lo que comandó a todo su ejército para ir y saquear las casas restantes de los bonzos e incendiar los cuatrocientos extraños templos de esas famosas universidades de Hieizan. Y el mismo día todos habían sido destruidos, incendiados y reducidos a cenizas. Después ordenó a su ejército que fuera a Kataka, la cual fue incapaz de ofrecer resistencia y también fue consumida por el fuego. Ellos me dijeron que ahí habían muerto como 1.500 bonzos y el mismo número de seglares, hombres, mujeres y niños.